# زیردریایی یو-۷۳۶
زیردریایی یو-۷۳۶ (به انگلیسی: German submarine U-736) یک زیردریایی است که طول آن ۶۷٫۱ متر (۲۲۰ فوت ۲ اینچ) می‌باشد. این زیردریایی در سال ۱۹۴۳ ساخته شد.